# Чешская крона
Че́шская крона (чеш. koruna česká) — денежная единица Чехии. Формально состоит из 100 геллеров (чеш. haléř), но монеты в геллерах в настоящее время не используются. В 1993 году, после распада Чехословакии, чешская крона сменила на территории нового государства чехословацкую крону. Одновременно в Словакии появилась словацкая крона.
В феврале 1993 года было начато разделение валют. Национальными банками Чехии и Словакии в качестве временной меры были выпущены чехословацкие банкноты с наклеенными на них гербовыми марками — в Чехии на банкнотах номиналом 100, 500 и 1000, а в Словакии — на банкнотах в 20 и 50 чехословацких крон. Банкноты с марками каждой из стран обращались только на их территориях.
С февраля 1993 года в обращении появились монеты достоинством 10, 20 и 50 геллеров, 1, 2, 5, 10, 20 и 50 крон, а также банкноты номиналом 20, 50, 100, 200, 500, 1000, 2000 и 5000 крон.
После 1 сентября 2008 из обращения были выведены монеты в 50 геллеров и банкноты в 20 крон. С 1 апреля 2011 года были изъяты банкноты номиналом в 50 крон. Руководство Национального банка мотивировало это тем, что монеты в 50 крон более износостойкие, чем банкноты, и таким образом они уменьшают расходы, связанные с обращением денежных знаков. Таким образом, в настоящее время в обращении находятся монеты достоинством 1, 2, 5, 10, 20 и 50 крон, и банкноты номиналом в 100, 200, 500, 1000, 2000 и 5000 крон.

## Монеты
Все монеты в Чехии имеют разную форму и размер. Делаются в основном из стали или смеси стали с никелем. «Серебристый» цвет монетам придается с помощью гальванизации никелем, «золотой» и «медный» — медью либо смесью меди с цинком.
| Изображение | Номинал     | Год выпуска | Изображение на реверсе | Изображение на аверсе                                                                           | Год изъятия |
| ----------- | ----------- | ----------- | --- | ----------------------------------------------------------------------------------------------- | ----------- |
|             | 10 геллеров | 1993        | цифра «10» и буква «h», река | надпись «Česká republika» (рус. Чешская республика) вокруг льва.                                | 2003        |
|             | 20 геллеров | 1993        | цифра «20» и буква «h», лист липы. | надпись «Česká republika» (рус. Чешская республика) вокруг льва.                                | 2003        |
|             | 50 геллеров | 1993        | цифра «50» и буква «h». | надпись «Česká republika» (рус. Чешская республика) вокруг льва.                                | 2008        |
|             | 1 крона     | 1993        | корона Св. Вацлава, цифра «1», а также надпись «чешская крона» (koruna česká). | надпись «Česká republika» (рус. Чешская республика) вокруг льва.                                | в обращении |
|             | 2 кроны     | 1993        | большая цифра «2» рядом с великоморавским украшением-пуговицей с птичьим мотивом — гомбиком, а также знак чешской кроны Kč. | надпись «Česká republika» вокруг льва                                                           | в обращении |
|             | 5 крон      | 1993        | большая цифра «5» на фоне стилизованного изображения Карлова моста с рекой Влтавой, знак чешской кроны Kč. Липовый лист символизирует одну из статуй на Карловом мосту. | надпись «Česká republika» под львом.                                                            | в обращении |
|             | 10 крон     | 1993        | вариант 1 (выпускается с 1993 года): цифра «10» и знак чешской кроны Kč на фоне кафедрального собора Петров в Брне, в левом углу надпись «Brno» (Брно); вариант 2 (монета 2000 года, приуроченная к началу нового тысячелетия): фрагмент часового устройства, под которым цифра «10» и знак чешской кроны Kč, на внешнем ободке надпись «год 2000» (rok 2000) на латинице, чешском языке и в азбуке Брайля. | надпись «Česká republika» вокруг льва.                                                          | в обращении |
|             | 20 крон     | 1993        | вариант 1: цифра «20» и знак кроны слева от стилизованного изображения конной статуи святого Вацлава на Вацлавской площади в Праге, сзади статуи текст с той же скульптуры; вариант 2: цифра «20» и знак кроны на фоне фрагмента астролябии, на внешнем ободке повторяется надпись «Год 2000» (Rok 2000) | надпись «Česká republika» вокруг льва.                                                          | в обращении |
|             | 50 крон     | 1993        | групповое изображение домов, характерных для Праги, на внешнем ободке надпись на латыни «Praga Mater Urbium» (Прага — Мать Городов). | надпись «Česká republika», число «50» и знак кроны на внешнем ободке, внутри — изображение льва | в обращении |

## Банкноты
Дизайн всех современных банкнот был разработан чешским художником-иллюстратором Ольдржихом Кулганеком.
В июне 2018 года Национальным банком Чехии был анонсирован выпуск двух памятных банкнот номиналом 100 крон каждая, посвященных 100-й годовщине с момента выпуска первых национальных денежных знаков — чехословацких крон. Дизайн банкнот разработан чешской художницей Евой Гашковой. Выпуск первой банкноты начался 25 февраля 2019 года, а второй банкноты 6 марта 2019 года. Для выпуска использованы стандартные банкноты номиналом 100 крон выпуска 2018 года с надпечаткой «Výročí měnové odluky».
1 июля 2022 года Национальный банк Чехии отозвал все старые серии чешских крон, за исключением 5000 крон, о чем впервые было заявлено ещё 1 июля 2021 года.

Данная мера позволит оставить в обороте только по одному современному образцу каждой банкноты, что должно помочь кассирам лучше выявлять подделки и упростить ориентирование иностранным туристам.
Из оборота выйдут все банкноты от 100 до 2000 крон образца 1995—1999 годов выпуска. Старые серии можно обменять на новые в любом банке Чехии до 30 июня 2024 года, или бессрочно в любом отделении ЦБ 
| Изображение                                     | Изображение       | Номинал (крон) | Размеры (мм) | Основные цвета | Описание                                                          | Описание                                                            | Годы печати                        | Вывод из обращения |
| Лицевая сторона                                 | Оборотная сторона | Номинал (крон) | Размеры (мм) | Основные цвета | Лицевая сторона                                                   | Оборотная сторона                                                   | Годы печати                        | Вывод из обращения |
| ----------------------------------------------- | ----------------- | -------------- | ------------ | -------------- | ----------------------------------------------------------------- | ------------------------------------------------------------------- | ---------------------------------- | ------------------ |
|                                                 |                   | 20             | 128×64       | голубой        | портрет Пржемысла Отакара I                                       | старинный королевский герб: трезубец и крест на геральдическом щите | 1994                               | 1 сентября 2008    |
|                                                 |                   | 50             | 134×64       | розовый        | портрет Анежки Чешской                                            | стилизованный узор, в центре которого буква «А» и герб Чехии        | 1993 1994 1997                     | 1 апреля 2011      |
|                                                 |                   | 100            | 140×69       | зелёный        | портрет Карла IV                                                  | стилизованный узор в виде медальона с национальным гербом           | 1993 1995 1997 2004 2012 2018      | в обращении        |
|                                                 |                   | 100            | 140×69       | зелёный        | портрет Карла IV                                                  | стилизованный узор в виде медальона с национальным гербом           | 1993 1995 1997 2004 2012 2018      | в обращении        |
|                                                 |                   | 200            | 146×69       | оранжевый      | портрет Яна Амоса Коменского                                      | руки взрослого и ребёнка, соприкасающиеся друг с другом             | 1993 1996 1998 2004 2012 2018      | в обращении        |
|                                                 |                   | 200            | 146×69       | оранжевый      | портрет Яна Амоса Коменского                                      | руки взрослого и ребёнка, соприкасающиеся друг с другом             | 1993 1996 1998 2004 2012 2018      | в обращении        |
|                                                 |                   | 500            | 152×69       | коричневый     | портрет Божены Немцовой                                           | голова женщины в убранстве из цветов                                | 1993 1995 1997 2002 2009 2012 2018 | в обращении        |
|                                                 |                   | 500            | 152×69       | коричневый     | портрет Божены Немцовой                                           | голова женщины в убранстве из цветов                                | 1993 1995 1997 2002 2009 2012 2018 | в обращении        |
|                                                 |                   | 1000           | 158×74       | сиреневый      | портрет Франтишека Палацкого                                      | готический собор и национальный герб                                | 1993 1996 2008 2018                | в обращении        |
|                                                 |                   | 1000           | 158×74       | сиреневый      | портрет Франтишека Палацкого                                      | готический собор и национальный герб                                | 1993 1996 2008 2018                | в обращении        |
|                                                 |                   | 2000           | 164×74       | серый          | портрет чешской певицы конца XIX — начала XX века Эммы Дестиновой | изображение Эвтерпы                                                 | 1996 1999 2007 2012 2018           | в обращении        |
|                                                 |                   | 2000           | 164×74       | серый          | портрет чешской певицы конца XIX — начала XX века Эммы Дестиновой | изображение Эвтерпы                                                 | 1996 1999 2007 2012 2018           | в обращении        |
|                                                 |                   | 5000           | 170×74       | фиолетовый     | портрет Томаша Масарика                                           | готический собор и национальный герб                                | 1993 1999 2009 2018 2023           | в обращении        |
|                                                 |                   | 5000           | 170×74       | фиолетовый     | портрет Томаша Масарика                                           | готический собор и национальный герб                                | 1993 1999 2009 2018 2023           | в обращении        |
| Масштаб изображений — 1,0 пикселя на миллиметр. |                   |                |              |                |                                                                   |                                                                     |                                    |                    |

### Памятные банкноты
| Изображение     | Изображение       | Номинал (крон) | Размеры (мм) | Основные цвета     | Описание                     | Описание                                                  | Годы печати |
| Лицевая сторона | Оборотная сторона | Номинал (крон) | Размеры (мм) | Основные цвета     | Лицевая сторона              | Оборотная сторона                                         | Годы печати |
| --------------- | ----------------- | -------------- | ------------ | ------------------ | ---------------------------- | --------------------------------------------------------- | ----------- |
|                 |                   | 100            | 140×69       | зелёный, розовый   | портрет Карла IV             | стилизованный узор в виде медальона с национальным гербом | 2019        |
|                 |                   | 100            | 150×65       | оранжевый          | портрет Алоиса Рашина        | Национальный банк Чехии                                   | 2019        |
|                 |                   | 100            | 150×65       | оливковый, зелёный | портрет Карела Энглиша       | Дворец Клам-Галласов                                      | 2022        |
|                 |                   | 1000           | 158×74       | сиреневый          | портрет Франтишека Палацкого | готический собор и национальный герб                      | 2023        |

## Дополнительные факты
Самой распространенной чешской банкнотой является 1000 крон. Благодаря изображению Франтишека Палацкого на лицевой стороне банкноты, в обиходе её часто называют «Palacký». Таких банкнот ходит около 127 млн.
Чешская крона в 2008 году на короткий срок стала второй в списке самых слабых валют мира.
В том же году банкнота номиналом 1000 крон с новыми защитными признаками была признана лучшей в мире.

## Режим валютного курса
В настоящее время в Чехии используется режим свободно плавающего валютного курса. Критерием эффективности курсовой политики (курсовой якорь) выступают показатели инфляции.